# Самарський залізничний міст
Самарський залізничний міст — двійний залізничний міст через річку Самара на перегоні між станціями Нижньодніпровськ-Вузол — Ігрень у Самарському районі міста Дніпро. Міст є 5-прогінною фермою. Дві частини подвійного мосту — окремі залізничні мости побудовані паралельно на спільних 4 річкових опорах і 2 берегових опорах:
- Старий самарський залізничний міст — зведений 1873 року,
- Новий самарський залізничний міст — - зведений за радянської доби після німецько-радянської війни, з перетворенням залізничного перегону на двоколійний.

Довжина мосту — 230 метрів.
Зведений, як частина Катерининської залізниці в 1871—1873 роках за проєктом інженера шляхів-сполучення Миколи Белелюбського.